# Leonardo Favio
Leonardo Favio, nome d'arte di  Jorge Jury (Las Catitas, 28 maggio 1938 – Buenos Aires, 5 novembre 2012), è stato un regista cinematografico, cantante e attore argentino.
Considerato come uno dei personaggi culturali più importanti dell'Argentina, Favio, nel 2010, è stato nominato Ambasciatore Culturale da Cristina Fernández de Kirchner. 
Nel corso della sua carriera cinematografica, si è aggiudicato numerosi riconoscimenti tra cui una menzione speciale al Mar del Plata Film Festival per il suo Crónica de un niño solo. 
Le sue canzoni Fuiste mía un verano, Quiero aprender de memoria e La cita sono tra le più influenti del pop argentino.

## Biografia
Favio ha fin da subito dimostrato un carattere particolare e tenace. Da piccolo fu varie volte espulso da numerose scuole e perfino incarcerato per piccoli furti compiuti. 
Ha incominciato ad appassionarsi al cinema grazie alla madre attrice, all'epoca anche una delle voci radiofoniche più influenti dell'Argentina. Allo stesso tempo, impara a suonare la chitarra, strumento spesso ricorrente nelle sue future hits. 
Si trasferisce, diciannovenne, nella capitale dove incomincia ad avere piccoli ruoli e comparsate. A seguito del suo successo, decide di impugnare la macchina da presa e dirigere il suo primo lungometraggio, Crónica de un niño solo (1965). Tre anni dopo, dirige l'opera più celebre, nonché una delle più importanti del cinema latinoamericano,  El romance del Aniceto y la Francisca... Nel cast, spicca Federico Luppi, attore scoperto proprio dal cineasta.
Negli anni '70, Favio fu costretto a lasciare la sua patria a causa di una estrema lotta contro il regime di Videla, nonostante sia sempre stato pro-peronista. È proprio in questo periodo che dirige il film Nazareno Cruz y el lobo, candidato agli Oscar nel 1975. Insieme a La Historia Oficial e Il segreto dei suoi occhi, è l'unica pellicola ad aver rappresentato l'Argentina nel premio più prestigioso internazionale e ad essere ritenuta uno tra i più grandi successi nazionali. Sempre in questi anni, incomincia una serie di tour in tutta l'America Latina, interpretando i suoi successi. 
Nel 1987 fa ritorno nel suo Stato, mantenendo la carriera cinematografica e musicale parallelamente. 
Attorno agli inizi degli anni '90, realizza un documentario storico sulla situazione argentina, dalla prima guerra mondiale fino agli anni '80.

## Filmografia

### Regista
- El señor Fernández - cortometraggio, non concluso (1958)
- El amigo - cortometraggio (1960)
- Crónica de un niño solo (1964)
- El romance del Aniceto y la Francisca (1966)
- El dependiente (1969)
- Juan Moreira (1973)
- Nazareno Cruz y el lobo (1975)
- Soñar, soñar (1976)
- Gatica, el Mono (1993)
- Perón, sinfonía del sentimiento (1999)
- Aniceto (2008)
- Gente querible - cortometraggio (2010)